# Juraj Loj
Juraj Loj (* 20. února 1984, Bratislava) je slovenský herec. Známým se stal účinkováním v televizním seriálu Búrlivé víno, kde ztvárňuje postavu Martina Roznera; čeští diváci jej znají z filmu Šarlatán, i jako kpt. Jiřího Netíka z Případů 1. oddělení.

## Filmografie
- 2008 – Ordinace v růžové zahradě (TV seriál)
- 2009 – X=X+1
- 2010 – Nesmrteľní (TV seriál)
- 2011 – Vše za národ
- 2012 – Tygři ve městě
- 2012 – Búrlivé víno (TV seriál)
- 2019 – Trhlina
- 2019 – Nový život (TV seriál)
- 2020 – Šarlatán (TV film)
- 2021 – Slované (TV seriál)
- 2021 – Jozef Mak (TV film)
- 2022 – Prezidentka
- 2022 – Případy 1. oddělení (třetí řada TV série)
- 2023 – A máme, co jsme chtěli
- 2025 – Sbormistr
- 2025 – Kouzlo derby